# Třída V 43
Třída V 43 byla třída torpédoborců německé Kaiserliche Marine z období první světové války. Celkem bylo postaveno šest jednotek této třídy. Společně představovaly jednu půlflotilu torpédoborců, která doplňovala půlflotilu torpédoborců třídy G 37. Dva torpédoborce byly ztraceny za první světové války a zbývající čtyři po válce internovány ve Scapa Flow, kde je v roce 1919 během incidentu ve Scapa Flow zkusila potopila vlastní posádka, z toho jeden úspěšně. Tři přeživší si rozdělily vítězné státy.

## Stavba
Celkem bylo objednáno šest jednotek této třídy. Představovaly mobilizační typ 1914. Poslední dvě jednotky měly prodloužený trup, aby pojmuly více paliva. Jejich kýly byly založeny roku 1914 v loděnici AG Vulcan Stettin ve Štětíně. Do služby byly přijaty roku 1915.
Jednotky třídy V 43:
| Jméno | Zahájení stavby | Spuštění na vodu  | Zařazena do služby | Status |
| ----- | --------------- | ----------------- | ------------------ | --- |
| V 43  | 1914            | 27. ledna 1915    | květen 1915        | V listopadu 1918 internován ve Scapa Flow. Dne 21. června se jej posádka při incidentu ve Scapa Flow pokusila potopit. Najel na břeh. Roku 1920 předán USA. Dne 15. července 1921 potopen jako cvičný cíl bitevní lodí USS Florida (BB-30). |
| V 44  | 1914            | 24. února 1915    | červenec 1915      | V listopadu 1918 internován ve Scapa Flow. Dne 21. června se jej posádka při incidentu ve Scapa Flow pokusila potopit. Najel na břeh. Roku 1920 předán Velké Británii. Sešrotován.                                                          |
| V 45  | 1914            | 29. března 1915   | září 1915          | V listopadu 1918 internován ve Scapa Flow. Dne 21. června 1919 potopen vlastní posádkou. |
| V 46  | 1914            | 23. prosince 1914 | říjen 1915         | V listopadu 1918 internován ve Scapa Flow. Dne 21. června se jej posádka při incidentu ve Scapa Flow pokusila potopit. Najel na břeh. Roku 1920 předán Francii. Sešrotován.                                                                 |
| V 47  | 1914            | 10. června 1915   | listopad 1915      | Dne 2. listopadu 1918 potopen vlastní posádkou u pobřeží Flander. |
| V 48  | 1914            | 6. srpna 1915     | prosinec 1915      | Dne 31. května 1916 potopen v bitvě u Jutska britskými bitevními loděmi. |

## Konstrukce

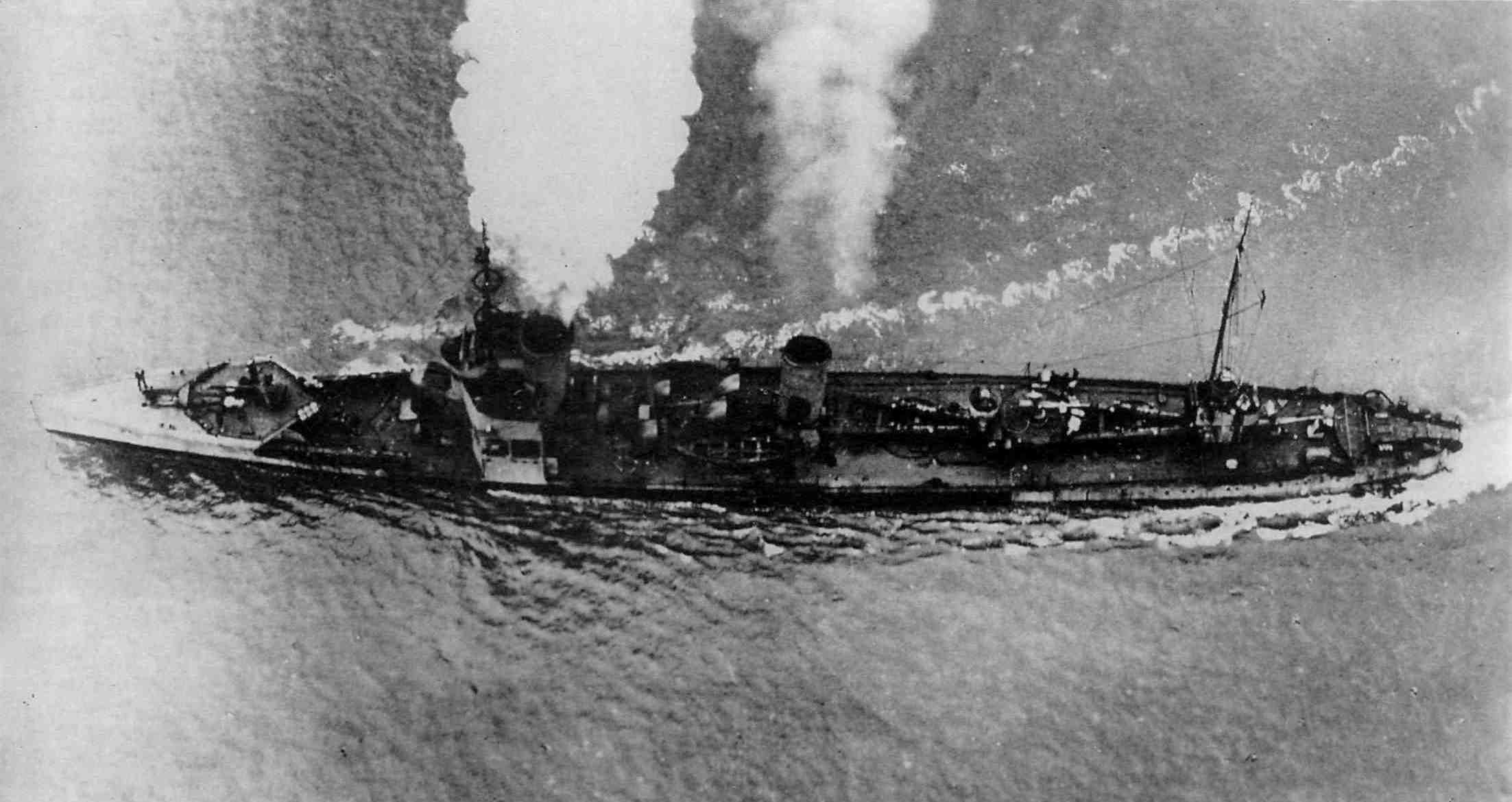
SMS V 47

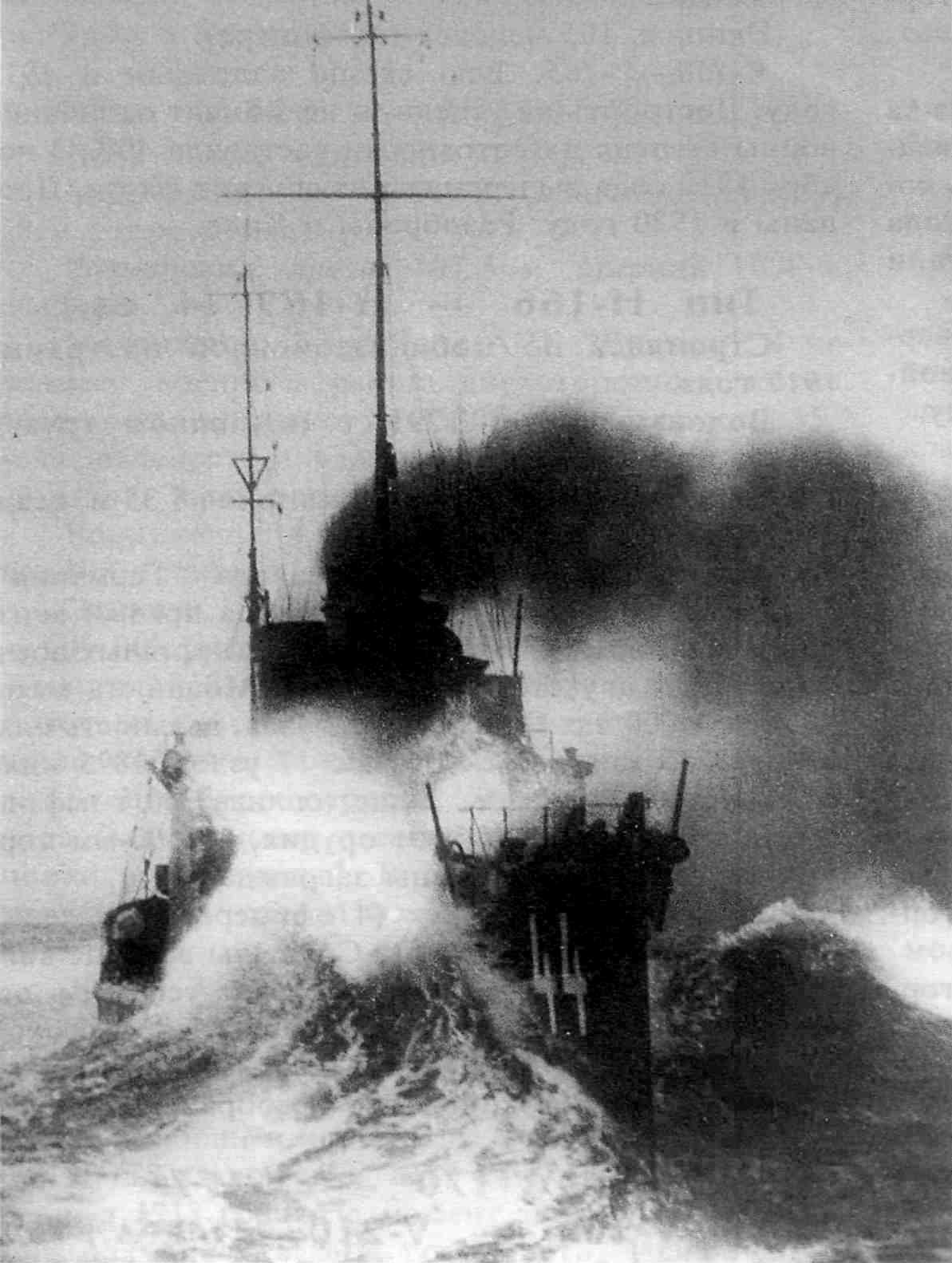
SMS V 44

Hlavní výzbroj představovaly tři 88mm kanóny TK L/45 C/14, šest 500mm torpédometů (dva dvojité, dva jednoduché) se zásobou osmi torpéd a až 24 námořních min. Pohonný systém tvořily tři kotle Marine a dvě parní turbíny AEG-Vulcan o výkonu 24 000 hp, pohánějící dva lodní šrouby. Měly dva komíny. Nejvyšší rychlost dosahovala 34,5 uzlu. Neseno bylo 296 tun topného oleje. Dosah byl 1750 námořních mil při rychlosti sedmnáct uzlů.
Poslední torpédoborce V 47 a V 48 měly o 3,5 metru prodloužený trup. Pojmuly tak 338 tun paliva. Rychlost klesla na 33,5 uzlu. Dosah se zvětšil na 2050 námořních mil při rychlosti sedmnáct uzlů.

### Modifikace
Torpédoborce V 47 a V 48 byly roku 1916 přezbrojeny třemi 105mm kanóny.